# Lucihormetica luckae
Lucihormetica luckae é uma espécie de barata. Foi descoberta no Equador por cientistas europeus e tem como característica apresentar bioluminescência.
O inseto tem semelhança com os jawa da série Star Wars.